# Heteropoda phasma
Heteropoda phasma este o specie de păianjeni din genul Heteropoda, familia Sparassidae, descrisă de Simon, 1897. Conform Catalogue of Life specia Heteropoda phasma nu are subspecii cunoscute.